# Loïc Bruni
Loïc Bruni (Cagnes-sur-Mer, 13 de mayo de 1994) es un deportista francés que compite en ciclismo de montaña en la disciplina de descenso. Ganó cinco medallas de oro en el Campeonato Mundial de Ciclismo de Montaña, entre los años 2015 y 2022.

## Medallero internacional
| Campeonato Mundial | Campeonato Mundial        | Campeonato Mundial | Campeonato Mundial |
| Año                | Lugar                     | Medalla            | Competición        |
| ------------------ | ------------------------- | ------------------ | ------------------ |
| 2015               | Vallnord (Andorra)        | Medalla de oro     | Descenso           |
| 2017               | Cairns (Australia)        | Medalla de oro     | Descenso           |
| 2018               | Lenzerheide (Suiza)       | Medalla de oro     | Descenso           |
| 2019               | Mont-Sainte-Anne (Canadá) | Medalla de oro     | Descenso           |
| 2022               | Les Gets (Francia)        | Medalla de oro     | Descenso           |